# Christian Tobias Damm
Christian Tobias Damm (geboren am 9. Januar 1699 in Geithain; gestorben am 27. Mai 1778 in Berlin) war ein deutscher Altphilologe, Sprachwissenschaftler und Schulleiter.

## Leben und Wirken
Christian Tobias Damm wurde im Kurfürstentum Sachsen geboren, genauer in Geithain, einem kleinen Distrikt der Stadt Leipzig. Sein Vater war Gymnasialdirektor und Prediger. Er studierte Klassische Philologie an der Universität Halle.
Damm war ab 1724 Lehrer, zunächst als Hauslehrer in Halle. 1730 wurde er zum Konrektor am Köllnischen Gymnasium in Berlin berufen, das als das älteste Gymnasium Berlins gilt. 1742 wurde er zu dessen Prorektor ernannt und schließlich zu dessen Rektor. Nach der Vereinigung des Köllnischen Gymnasiums mit dem Berlinischen Gymnasium wurde Damm 1766 in den Ruhestand versetzt.
Damm verfasste ein etymologisches Wörterbuch zu den Werken Homers und Pindars sowie die Einleitung in die Götter-Lere und Fabel-Geschichte der ältesten griechischen und römischen Welt, eine der ersten Überblicksdarstellungen der Mythologie der Griechen und Römer in deutscher Sprache. Beide Werke erfuhren zu seinen Lebzeiten mehrere Neuauflagen und wurden auch nach seinem Tode – in überarbeiteten Ausgaben – immer wieder verlegt.
Damm war der Lehrer von Johann Joachim Winckelmann, an den er mehrere Briefe verfasste, von Friedrich Nicolai, den er in Griechisch unterrichtete, und von Moses Mendelssohn, der Damm auch „das griechische Orakel von Spreestadt“ nannte. Ferner sind zwei Briefe Damms an Johann Christoph Gottsched erhalten.

## Schriften
- Christian Tobias Damm antwortet auf die ganz ungegründete Beurtheilung seiner übersetzten Ciceronischen Briefe, die ein Ungenannter in das 21te Stück der Critischen Beyträge in Leipzig einrücken lassen. Spener, Berlin 1739.
- Einleitung in die Götter-Lere und Fabel-Geschichte der ältesten griechischen und römischen Welt. Arnold Wever, Berlin 1763 (Digitalisat der Bayerischen Staatsbibliothek).
  - fortgeführt von Friedrich Schulz und von Konrad Levezow unter dem Titel Christian Tobias Damm’s, ehemaligen Rektors des Köllnischen Gymnasiums zu Berlin, Mythologie der Griechen und Römer, mit 17 Auflagen bis 1820.
- Novum lexicon Graecum etymologicum et reale cui pro basi substratae sunt concordantiae et elucidationes Homericae et Pindaricae. Christian Friedrich Voss, Berlin 1765 (Digitalisat der Bayerischen Staatsbibliothek).
- Vom historischen Glauben. Berlin 1772.
- Betrachtungen über die Religion. Berlin 1773.